# Saint-Grégoire (Ille y Vilaine)
 Saint-Grégoire  es una población y comuna francesa, situada en la región de Bretaña, departamento de Ille y Vilaine, en el distrito de Rennes y cantón de Betton.

## Demografía
| 1462 | 2086 | 2461 | 3856 | 5816 | 7644 |
| Para los censos de 1962 a 1999 la población legal corresponde a la población sin duplicidades (Fuente: INSEE [Consultar]) |      |      |      |      |      |